# ستانلي بي. كيمبل
ستانلي بي. كيمبل (بالإنجليزية: Stanley B. Kimball)‏ هو مؤرخ أمريكي، ولد في 25 نوفمبر 1926، وتوفي في 15 مايو 2003 بسبب سرطان.